# Goldbach-Altenbach
Goldbach-Altenbach ist eine französische Gemeinde mit 268 Einwohnern (Stand 1. Januar 2022) im Département Haut-Rhin in der Region Grand Est (bis 2015 Elsass). Sie entstand 1972 durch die Fusion der Gemeinden Goldbach und Altenbach und ist Mitglied des Kommunalverbandes Vallée de Saint-Amarin.

## Geografie
Die Gemeinde im Regionalen Naturpark Ballons des Vosges liegt zehn Kilometer nördlich von Thann am Südfuß des Grand Ballon, des mit 1424 m höchsten Vogesengipfels.

## Bevölkerungsentwicklung
| Jahr      | 1962 | 1968 | 1975 | 1982 | 1990 | 1999 | 2007 | 2019 |
| --------- | ---- | ---- | ---- | ---- | ---- | ---- | ---- | ---- |
| Einwohner | 170  | 231  | 183  | 177  | 210  | 252  | 297  | 279  |

## Geschichte
Beide Dörfer, Goldbach und Altenbach, gehörten bis zur Französischen Revolution zum Amt Sankt Amarin (Vogtei Sankt Amarin) der Fürstabtei Murbach.

## Sehenswürdigkeiten

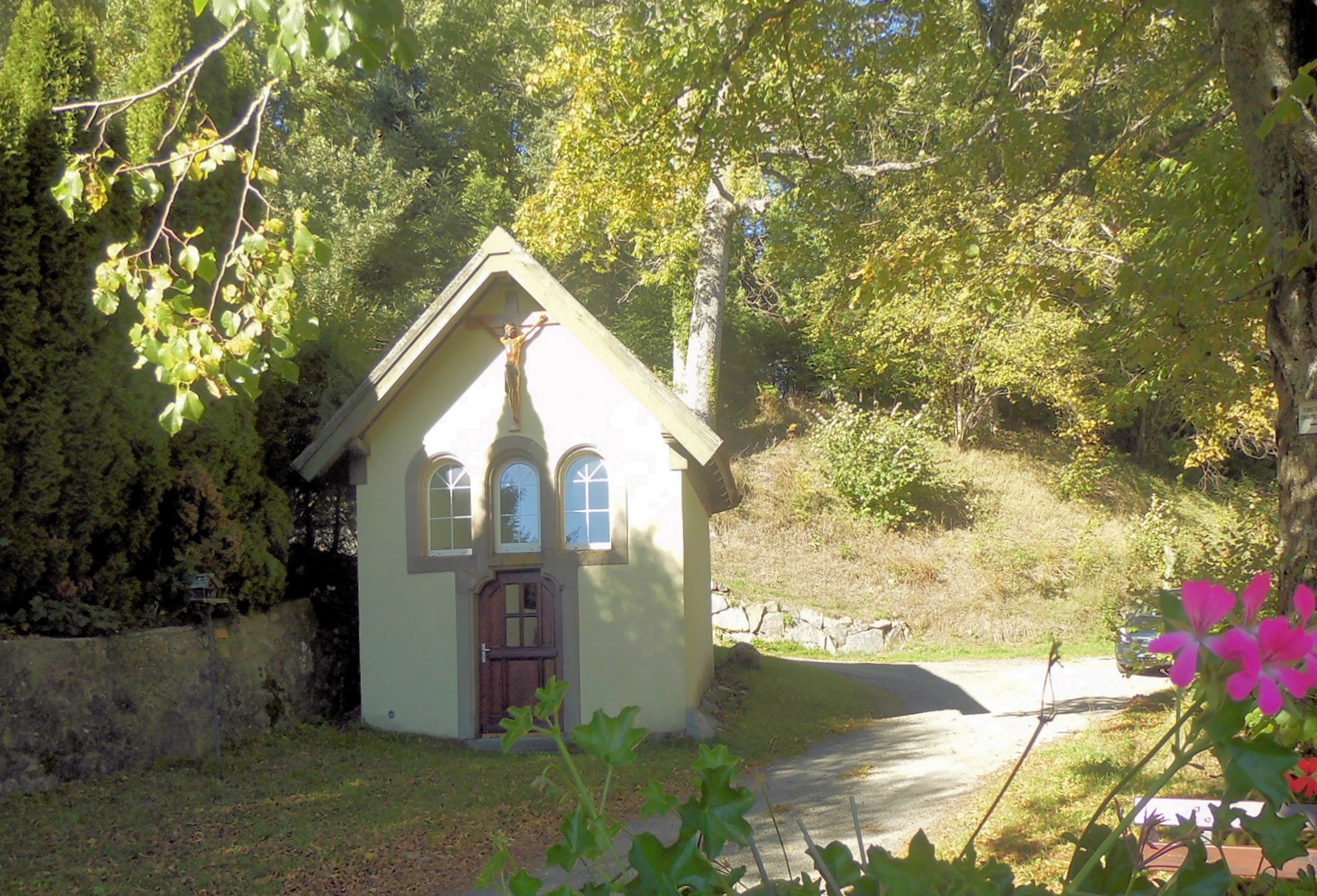
Kapelle Goldbach

- Laurentiuskirche (Église Saint-Laurent)

|  |  |  |

## Persönlichkeiten
- Catherine Lefèbvre (1753–1835), von einer Wäscherin zu gesellschaftlichem Ansehen aufgestiegene Elsässerin (Herzogin von Danzig)